# Liste der US-Open-Sieger (Dameneinzel)
Diese Liste enthält alle Finalistinnen bei den U.S. National Championships (bis 1967) und den US Open (seit 1968) im Dameneinzel.
Die insgesamt 138 Veranstaltungen wurden 93 Mal von US-Amerikanerinnen gewonnen.
Die meisten Titel gewann Molla Mallory (8 Siege). Helen Wills Moody gewann siebenmal, Chris Evert und Serena Williams sechsmal. Steffi Graf und Margaret Smith Court waren jeweils fünfmal siegreich.
| Jahr                | Siegerin                 | Finalgegnerin               | Ergebnis                |
| ------------------- | ------------------------ | --------------------------- | ----------------------- |
| 1887                | Ellen Hansell            | Laura Knight                | 6:1, 6:0                |
| 1888                | Bertha Townsend          | Ellen Hansell               | 6:3, 6:5                |
| 1889                | Bertha Townsend          | Lida Voorhees               | 7:5, 6:2                |
| 1890                | Ellen Roosevelt          | Bertha Townsend             | 6:2, 6:2                |
| 1891                | Mabel Cahill             | Ellen Roosevelt             | 6:4, 6:1, 4:6, 6:3      |
| 1892                | Mabel Cahill             | Elisabeth Moore             | 5:7, 6:3, 6:4, 4:6, 6:2 |
| 1893                | Aline Terry              | Augusta Schultz             | 6:1, 6:3                |
| 1894                | Helen Hellwig            | Aline Terry                 | 7:5, 3:6, 6:0, 3:6, 6:3 |
| 1895                | Juliette Atkinson        | Helen Hellwig               | 6:4, 6:2, 6:1           |
| 1896                | Elisabeth Moore          | Juliette Atkinson           | 6:4, 4:6, 6:2, 6:2      |
| 1897                | Juliette Atkinson        | Elisabeth Moore             | 6:3, 6:3, 4:6, 3:6, 6:3 |
| 1898                | Juliette Atkinson        | Marion Jones                | 6:3, 5:7, 6:4, 2:6, 7:5 |
| 1899                | Marion Jones             | Maud Banks                  | 6:1, 6:1, 7:5           |
| 1900                | Myrtle McAteer           | Edith Parker                | 6:2, 6:2, 6:0           |
| 1901                | Elisabeth Moore          | Myrtle McAteer              | 6:4, 3:6, 7:5, 2:6, 6:2 |
| 1902                | Marion Jones             | Elisabeth Moore             | 6:1, 1:0 Aufgabe        |
| 1903                | Elisabeth Moore          | Marion Jones                | 7:5, 8:6                |
| 1904                | May Sutton               | Elisabeth Moore             | 6:1, 6:2                |
| 1905                | Elisabeth Moore          | Helen Homans                | 6:4, 5:7, 6:1           |
| 1906                | Helen Homans             | Maud Barger-Wallach         | 6:4, 6:3                |
| 1907                | Evelyn Sears             | Carrie Neely                | 6:3, 6:2                |
| 1908                | Maud Barger-Wallach      | Evelyn Sears                | 6:3, 1:6, 6:3           |
| 1909                | Hazel Hotchkiss Wightman | Maud Barger-Wallach         | 6:0, 6:1                |
| 1910                | Hazel Hotchkiss Wightman | Louise Hammond              | 6:4, 6:2                |
| 1911                | Hazel Hotchkiss Wightman | Florence Sutton             | 8:10, 6:1, 9:7          |
| 1912                | Mary Browne              | Eleonora Sears              | 6:4, 6:2                |
| 1913                | Mary Browne              | Dorothy Green               | 6:2, 7:5                |
| 1914                | Mary Browne              | Marie Wagner                | 6:2, 1:6, 6:1           |
| 1915                | Molla Bjurstedt          | Hazel Hotchkiss Wightman    | 4:6, 6:2, 6:0           |
| 1916                | Molla Bjurstedt          | Louise Hammond Raymond      | 6:0, 6:1                |
| 1917                | Molla Bjurstedt          | Marion Vanderhoef           | 4:6, 6:0, 6:2           |
| 1918                | Molla Bjurstedt          | Eleanor Goss                | 6:4, 6:3                |
| 1919                | Hazel Hotchkiss Wightman | Marion Zinderstein          | 6:1, 6:2                |
| 1920                | Molla Mallory            | Marion Zinderstein          | 6:3, 6:1                |
| 1921                | Molla Mallory            | Mary Browne                 | 4:6, 6:4, 6:2           |
| 1922                | Molla Mallory            | Helen Wills                 | 6:3, 6:1                |
| 1923                | Helen Wills              | Molla Mallory               | 6:2, 6:1                |
| 1924                | Helen Wills              | Molla Mallory               | 6:1, 6:3                |
| 1925                | Helen Wills              | Kathleen McKane             | 3:6, 6:0, 6:2           |
| 1926                | Molla Mallory            | Elizabeth Ryan              | 4:6, 6:4, 9:7           |
| 1927                | Helen Wills              | Betty Nuthall               | 6:1, 6:4                |
| 1928                | Helen Wills              | Helen Jacobs                | 6:2, 6:1                |
| 1929                | Helen Wills              | Phoebe Holcroft Watson      | 6:4, 6:2                |
| 1930                | Betty Nuthall            | Anna Harper                 | 6:1, 6:4                |
| 1931                | Helen Wills Moody        | Eileen Bennett Whitingstall | 6:4, 6:1                |
| 1932                | Helen Jacobs             | Carolin Babcock             | 6:2, 6:2                |
| 1933                | Helen Jacobs             | Helen Wills Moody           | 8:6, 3:6, 3:0 Aufgabe   |
| 1934                | Helen Jacobs             | Sarah Palfrey               | 6:1, 6:4                |
| 1935                | Helen Jacobs             | Sarah Palfrey Fabyan        | 6:2, 6:4                |
| 1936                | Alice Marble             | Helen Jacobs                | 4:6, 6:3, 6:2           |
| 1937                | Anita Lizana             | Jadwiga Jędrzejowska        | 6:4, 6:2                |
| 1938                | Alice Marble             | Nancye Wynne                | 6:0, 6:3                |
| 1939                | Alice Marble             | Helen Jacobs                | 6:0, 8:10, 6:4          |
| 1940                | Alice Marble             | Helen Jacobs                | 6:2, 6:3                |
| 1941                | Sarah Palfrey Cooke      | Pauline Betz                | 7:5, 6:2                |
| 1942                | Pauline Betz             | Louise Brough               | 4:6, 6:1, 6:4           |
| 1943                | Pauline Betz             | Louise Brough               | 6:3, 5:7, 6:3           |
| 1944                | Pauline Betz             | Margaret Osborne            | 6:3, 8:6                |
| 1945                | Sarah Palfrey Cooke      | Pauline Betz                | 3:6, 8:6, 6:4           |
| 1946                | Pauline Betz             | Patricia Canning            | 11:9, 6:3               |
| 1947                | Louise Brough            | Margaret Osborne            | 8:6, 4:6, 6:1           |
| 1948                | Margaret Osborne duPont  | Louise Brough               | 4:6, 6:4, 15:13         |
| 1949                | Margaret Osborne duPont  | Doris Hart                  | 6:3, 6:1                |
| 1950                | Margaret Osborne duPont  | Doris Hart                  | 6:4, 6:3                |
| 1951                | Maureen Connolly         | Shirley Fry                 | 6:3, 1:6, 6:4           |
| 1952                | Maureen Connolly         | Doris Hart                  | 6:3, 7:5                |
| 1953                | Maureen Connolly         | Doris Hart                  | 6:2, 6:4                |
| 1954                | Doris Hart               | Louise Brough               | 6:8, 6:1, 8:6           |
| 1955                | Doris Hart               | Patricia Ward               | 6:4, 6:2                |
| 1956                | Shirley Fry              | Althea Gibson               | 6:3, 6:4                |
| 1957                | Althea Gibson            | Louise Brough               | 6:3, 6:2                |
| 1958                | Althea Gibson            | Darlene Hard                | 3:6, 6:1, 6:2           |
| 1959                | Maria Bueno              | Christine Truman            | 6:1, 6:4                |
| 1960                | Darlene Hard             | Maria Bueno                 | 6:4, 10:12, 6:4         |
| 1961                | Darlene Hard             | Ann Haydon                  | 6:3, 6:4                |
| 1962                | Margaret Smith           | Darlene Hard                | 9:7, 6:4                |
| 1963                | Maria Bueno              | Margaret Smith              | 7:5, 6:4                |
| 1964                | Maria Bueno              | Carole Caldwell Graebner    | 6:1, 6:0                |
| 1965                | Margaret Smith           | Billie Jean Moffitt         | 8:6, 7:5                |
| 1966                | Maria Bueno              | Nancy Richey                | 6:3, 6:1                |
| 1967                | Billie Jean King         | Ann Haydon Jones            | 11:9, 6:4               |
| Beginn der Open-Ära |                          |                             |                         |
| 1968                | Virginia Wade            | Billie Jean King            | 6:4, 6:2                |
| 1969                | Margaret Smith Court     | Nancy Richey                | 6:2, 6:2                |
| 1970                | Margaret Smith Court     | Rosemary Casals             | 6:2, 2:6, 6:1           |
| 1971                | Billie Jean King         | Rosemary Casals             | 6:4, 7:6                |
| 1972                | Billie Jean King         | Kerry Melville              | 6:3, 7:5                |
| 1973                | Margaret Smith Court     | Evonne Goolagong            | 7:6, 5:7, 6:2           |
| 1974                | Billie Jean King         | Evonne Goolagong            | 3:6, 6:3, 7:5           |
| 1975                | Chris Evert              | Evonne Goolagong            | 5:7, 6:4, 6:2           |
| 1976                | Chris Evert              | Evonne Goolagong            | 6:3, 6:0                |
| 1977                | Chris Evert              | Wendy Turnbull              | 7:6, 6:2                |
| 1978                | Chris Evert              | Pam Shriver                 | 7:5, 6:4                |
| 1979                | Tracy Austin             | Chris Evert-Lloyd           | 6:4, 6:3                |
| 1980                | Chris Evert-Lloyd        | Hana Mandlíková             | 5:7, 6:1, 6:1           |
| 1981                | Tracy Austin             | Martina Navrátilová         | 1:6, 7:6, 7:6           |
| 1982                | Chris Evert-Lloyd        | Hana Mandlíková             | 6:3, 6:1                |
| 1983                | Martina Navrátilová      | Chris Evert-Lloyd           | 6:1, 6:3                |
| 1984                | Martina Navrátilová      | Chris Evert-Lloyd           | 4:6, 6:4, 6:4           |
| 1985                | Hana Mandlíková          | Martina Navrátilová         | 7:6, 1:6, 7:6           |
| 1986                | Martina Navrátilová      | Helena Suková               | 6:3, 6:2                |
| 1987                | Martina Navrátilová      | Steffi Graf                 | 7:64, 6:1               |
| 1988                | Steffi Graf              | Gabriela Sabatini           | 6:3, 3:6, 6:1           |
| 1989                | Steffi Graf              | Martina Navrátilová         | 3:6, 7:5, 6:1           |
| 1990                | Gabriela Sabatini        | Steffi Graf                 | 6:2, 7:64               |
| 1991                | Monica Seles             | Martina Navrátilová         | 7:61, 6:1               |
| 1992                | Monica Seles             | Arantxa Sánchez Vicario     | 6:3, 6:3                |
| 1993                | Steffi Graf              | Helena Suková               | 6:3, 6:3                |
| 1994                | Arantxa Sánchez Vicario  | Steffi Graf                 | 1:6, 7:63, 6:4          |
| 1995                | Steffi Graf              | Monica Seles                | 7:66, 0:6, 6:3          |
| 1996                | Steffi Graf              | Monica Seles                | 7:5, 6:4                |
| 1997                | Martina Hingis           | Venus Williams              | 6:0, 6:4                |
| 1998                | Lindsay Davenport        | Martina Hingis              | 6:3, 7:5                |
| 1999                | Serena Williams          | Martina Hingis              | 6:3, 7:64               |
| 2000                | Venus Williams           | Lindsay Davenport           | 6:4, 7:5                |
| 2001                | Venus Williams           | Serena Williams             | 6:2, 6:4                |
| 2002                | Serena Williams          | Venus Williams              | 6:4, 6:3                |
| 2003                | Justine Henin-Hardenne   | Kim Clijsters               | 7:5, 6:1                |
| 2004                | Swetlana Kuznetsowa      | Jelena Dementjewa           | 6:3, 7:5                |
| 2005                | Kim Clijsters            | Mary Pierce                 | 6:3, 6:1                |
| 2006                | Maria Scharapowa         | Justine Henin-Hardenne      | 6:4, 6:4                |
| 2007                | Justine Henin            | Swetlana Kuznetsowa         | 6:1, 6:3                |
| 2008                | Serena Williams          | Jelena Janković             | 6:4, 7:5                |
| 2009                | Kim Clijsters            | Caroline Wozniacki          | 7:5, 6:3                |
| 2010                | Kim Clijsters            | Wera Swonarjowa             | 6:2, 6:1                |
| 2011                | Samantha Stosur          | Serena Williams             | 6:2, 6:3                |
| 2012                | Serena Williams          | Wiktoryja Asaranka          | 6:2, 2:6, 7:5           |
| 2013                | Serena Williams          | Wiktoryja Asaranka          | 7:5, 6:76, 6:1          |
| 2014                | Serena Williams          | Caroline Wozniacki          | 6:3, 6:3                |
| 2015                | Flavia Pennetta          | Roberta Vinci               | 7:64, 6:2               |
| 2016                | Angelique Kerber         | Karolína Plíšková           | 6:3, 4:6, 6:4           |
| 2017                | Sloane Stephens          | Madison Keys                | 6:3, 6:0                |
| 2018                | Naomi Ōsaka              | Serena Williams             | 6:2, 6:4                |
| 2019                | Bianca Andreescu         | Serena Williams             | 6:3, 7:5                |
| 2020                | Naomi Ōsaka              | Wiktoryja Asaranka          | 1:6, 6:3, 6:3           |
| 2021                | Emma Raducanu            | Leylah Fernandez            | 6:4, 6:3                |
| 2022                | Iga Świątek              | Ons Jabeur                  | 6:2, 7:65               |
| 2023                | Coco Gauff               | Aryna Sabalenka             | 2:6, 6:3, 6:2           |
| 2024                | Aryna Sabalenka          | Jessica Pegula              | 7:5, 7:5                |

## Mehrfache Siegerinnen in der Open-Era
| Siegerin            | Anzahl Siege | Jahre                        |
| ------------------- | ------------ | ---------------------------- |
| Chris Evert         | 6            | 1975–1978, 1980, 1982        |
| Serena Williams     | 6            | 1999, 2002, 2008, 2012–2014  |
| Steffi Graf         | 5            | 1988, 1989, 1993, 1995, 1996 |
| Martina Navrátilová | 4            | 1983, 1984, 1986, 1987       |
| Kim Clijsters       | 3            | 2005, 2009, 2010             |
| Margaret Court      | 3            | 1969, 1970, 1973             |
| Billie Jean King    | 3            | 1971, 1972, 1974             |
| Tracy Austin        | 2            | 1979, 1981                   |
| Justine Henin       | 2            | 2003, 2007                   |
| Naomi Ōsaka         | 2            | 2018, 2020                   |
| / Monica Seles      | 2            | 1991, 1992                   |
| Venus Williams      | 2            | 2000, 2001                   |